# Hippothoa amaena
Hippothoa amaena är en mossdjursart som beskrevs av Jullien 1903. Hippothoa amaena ingår i släktet Hippothoa och familjen Hippothoidae. Inga underarter finns listade i Catalogue of Life.